# Sacrario militare di Caporetto
Il sacrario militare di Caporetto o sacrario di Sant'Antonio è un sacrario militare italiano situato a Caporetto, in Slovenia; ospita le spoglie di 7014 italiani caduti durante la prima guerra mondiale.
Costruito ad opera dello Stato italiano, a cui allora apparteneva quella regione, il sacrario è stato terminato nel settembre 1938, ed è stato inaugurato dal capo di Governo dell'epoca, Benito Mussolini. È stato costruito sul colle Gradič su progetto dello scultore Giannino Castiglioni e dell'architetto Giovanni Greppi a nord dell'abitato di Caporetto, prelevando le spoglie dei soldati italiani dai cimiteri militari della zona, tra cui quello di Plezzo. Tra le 7014 salme ve ne sono 1748 ignote che sono raccolte in sei tombe poste ai lati delle scalinate centrali. Dalla piazza principale del paese una strada asfaltata conduce al piazzale sovrastante; lungo la stessa si incontrano le quattordici stazioni della via Crucis.
L'ossario è di forma piramidale a base ottagonale, ed in cima alla costruzione si trova la chiesetta dedicata a sant'Antonio di Padova, consacrata nel 1696 e pertanto già esistente prima della costruzione.
Il sacrario militare di Caporetto, anche se la sua gestione è affidata allo Stato italiano, è l’unico che non si trova sul suolo italiano poiché tutti gli altri resti dei soldati italiani caduti in terra slovena furono traslatati agli ossari di Redipuglia e Oslavia.

## Argomento correlati
- Giannino Castiglioni
- Sacrari militari della prima guerra mondiale in Italia